# گووورووو (شهرستان اوستروونکا)
گووورووو (به لاتین: Goworowo) یک روستا در لهستان است که در گمینا گووورووو واقع شده‌است. گووورووو ۸۲۰ نفر جمعیت دارد.